# Egyéni szabad program szinkronúszás a 2017-es úszó-világbajnokságon
A 2017-es úszó-világbajnokságon a szinkronúszás egyéni szabad programjának selejtezőjét július 17-én, döntőjét pedig július 19-én rendezték meg a Városligetben.

## Versenynaptár
| Dátum                    | Időpont | Forduló   |
| ------------------------ | ------- | --------- |
| 2017. július 17., hétfő  | 19:00   | Selejtező |
| 2017. július 18., szerda | 11:00   | Döntő     |

## Eredmény
Zölddel kiemelve a döntőbe jutottak
| Helyezés  | Versenyző                 | Nemzetiség | Selejtező | Selejtező | Döntő   | Döntő    |
| Helyezés  | Versenyző                 | Nemzetiség | Pont      | helyezés  | Pont    | Helyezés |
| --------- | ------------------------- | ---------- | --------- | --------- | ------- | -------- |
| Aranyérem | Szvetlana Kolesznyicsenko | RUS        | 95.5000   | 1         | 96.1333 | 1        |
| Ezüstérem | Ona Carbonell             | ESP        | 94.1667   | 2         | 95.0333 | 2        |
| Bronzérem | Anna Volosina             | UKR        | 92.8667   | 3         | 93.3000 | 3        |
| 4         | Yukiko Inui               | JPN        | 91.9667   | 4         | 92.0667 | 4        |
| 5         | Linda Cerruti             | ITA        | 89.6000   | 6         | 90.6000 | 5        |
| 6         | Jacqueline Simoneau       | CAN        | 89.8333   | 5         | 90.1333 | 6        |
| 7         | Evangelia Platanioti      | GRE        | 87.8000   | 7         | 88.0000 | 7        |
| 8         | Vasiliki Alexandri        | AUT        | 85.3000   | 8         | 86.3333 | 8        |
| 9         | Eve Planeix               | FRA        | 84.7667   | 9         | 84.6000 | 9        |
| 10        | Vasilina Khandoshka       | BLR        | 84.2000   | 10        | 83.7667 | 10       |
| 11        | Min Hae-yon               | PRK        | 84.1667   | 11        | 82.9000 | 11       |
| 12        | Kate Shortman             | GBR        | 83.4667   | 12        | 82.3667 | 12       |
| 13        | Lara Mechning             | LIE        | 82.8667   | 13        |         |          |
| 14        | Vivienne Koch             | SUI        | 82.2000   | 14        |         |          |
| 15        | Maria Clara Coutinho      | BRA        | 80.1333   | 15        |         |          |
| 16        | Marlene Bojer             | GER        | 79.6000   | 16        |         |          |
| 17        | Kiss Szofi                | HUN        | 79.4000   | 17        |         |          |
| 18        | Yael Polka                | ISR        | 77.9000   | 18        |         |          |
| 19        | Lee Ri-young              | KOR        | 77.8000   | 19        |         |          |
| 20        | Defne Bakırcı             | TUR        | 77.3000   | 20        |         |          |
| 21        | Debbie Soh                | SIN        | 75.6000   | 21        |         |          |
| 22        | Dara Tamer                | EGY        | 75.5667   | 22        |         |          |
| 23        | Bianca Consigliere        | CHI        | 73.1000   | 23        |         |          |
| 24        | Nevena Dimitrijević       | SRB        | 72.7333   | 24        |         |          |
| 25        | Kyra Hoevertsz            | ARU        | 72.7000   | 25        |         |          |
| 26        | Hristina Damyanova        | BUL        | 72.3667   | 26        |         |          |
| 27        | Lee Lee Yhing Huey        | MAS        | 72.2667   | 27        |         |          |
| 28        | Swietłana Szczepańska     | POL        | 72.0333   | 28        |         |          |
| 29        | Malin Gerdin              | SWE        | 72.0333   | 29        |         |          |
| 30        | Aleisha Braven            | NZL        | 67.5333   | 30        |         |          |
| 31        | Bianca Benavides          | CRC        | 67.3333   | 31        |         |          |
| 32        | Melissa Alonso            | CUB        | 66.7000   | 32        |         |          |